# Durban (Gers)
Durban település Franciaországban, Gers megyében. Lakosainak száma 136 fő (2022. január 1.). Durban Lasseube-Propre, Labéjan, Orbessan, Ornézan, Saint-Jean-le-Comtal, Sansan és Seissan községekkel határos.

## Népesség
A település népességének változása:
| Lakosok száma | 174  | 167  | 173  | 175  | 153  | 159  | 154  | 138  | 137  | 136  |
|               | 1968 | 1982 | 1990 | 2006 | 2013 | 2015 | 2017 | 2019 | 2020 | 2022 |